# Sfendáli
Sfendáli (Sfendali) är en ort i Grekland.   Den ligger i prefekturen Nomarchía Anatolikís Attikís och regionen Attika, i den sydöstra delen av landet, 30 km norr om huvudstaden Aten. Sfendáli ligger 257 meter över havet och antalet invånare är 110.
Terrängen runt Sfendáli är lite bergig, och sluttar norrut. Runt Sfendáli är det tätbefolkat, med 762 invånare per kvadratkilometer. Närmaste större samhälle är Acharnes, 18,1 km söder om Sfendáli. 